# 34879 Tripathiishan
34879 Tripathiishan este o planetă minoră (asteroid), cu un diametru de 6,865 km, din centura de asteroizi. A fost descoperită pe 16 octombrie 2001 la Experimental Test Site⁠(d) de Lincoln Near-Earth Asteroid Research. 
Obiectul prezintă o orbită caracterizată de o semiaxă mare de 2,6183165 UAi, o excentricitate de 0,13, o înclinație de 8,15743 ° în raport cu ecliptica.